# Бонфильи, Бенедетто
Бенедетто Бонфильи (итал. Benedetto Bonfigli; ок. 1420 — 8 июля 1496) — итальянский живописец эпохи раннего Возрождения, периода кватроченто умбрийской школы.

## Биография
Бонфильи учился живописи с 1430 по 1440 год в Перудже в то время, когда в искусстве доминировала эстетика поздней интернациональной готики. Самая ранняя сохранившаяся работа Бонфильи — полиптих (позднее его части были разобщены), изображающий Деву Марию с Младенцем, Святого Себастьяна, Святого Бернардино Сиенского и Святого Антония Аббата.
Другое раннее документированное произведение — «Мадонна с Младенцем и двумя ангелами» для капеллы базилики Святого Петра в Перудже, написанное 7 марта 1445 года. В ранний период на творчество Бонфильи оказали влияние произведения фра Беато Анджелико, особенно во время работы Бенедетто в 1450 году в Ватикане по заказам папы Николая V, когда многие фрески Анджелико были доступны для обозрения в капелле Никколина Апостольского дворца.
Другие произведения фра Анджелико и Доменико Венециано в Перудже, также оказали влияние на формирование индивидуального стиля Бонфильи.
Бонфильи вернулся из Рима в Перуджу между 1453 и 1470 годами. В этот период он написал Благовещение, небольшое, но одно из самых известных произведений (ныне в Музее Тиссена-Борнемисы в Мадриде). Бонфильи находился также под влиянием искусства Беноццо Гоццоли. По свидетельству Джорджо Вазари, перуджийский художник в сотрудничестве с Бартоломео Капорали в 1466 году написал алтарь «Поклонение волхвов» с пределлой «Эпизодов из жизни Христа» и «Чудо святого Николая» для капеллы Сан-Винченцо в базилике Сан-Доменико.
Одним из его шедевров является серия фресок в капелле Палаццо-дей-Приори в Перудже, которые представляют сцены из жизни францисканского святого Людовика Тулузского, принадлежавшего к Анжуйскому дому, союзника Перуджи, и Геркулануса Перуджийского, определяемого как Defensor civitatis (защитника и покровителя города). Картины, показывающие средневековый облик города, имеют важное историческое значение. Работа была начата в 1454 году и прервана в 1496 году, которым датируется завещание Бонфильи.
Бенедетто Бонфильи является одним из самых ранних известных художников эпохи Возрождения, уроженцев Перуджи, что обеспечило городу художественную известность до того, как Рафаэль начал свою деятельность. Бонфильи не занимал столь высокого места, как другие художники эпохи Возрождения его времени, включая Никколо да Фолиньо, его соученика по мастерской Беноццо Гоццоли. Бернард Беренсон характеризовал художника как «гораздо более зависимого человека» и более «подражательного». Другие утверждают, что большая часть работ Бонфильи сыграла решающую роль в рождении школы искусства Умбрии, которая отставала от Флоренции и Северной Италии до середины XV века, но быстро заняла важное положение благодаря Пьетро Перуджино, а затем Рафаэлю.

## Галерея

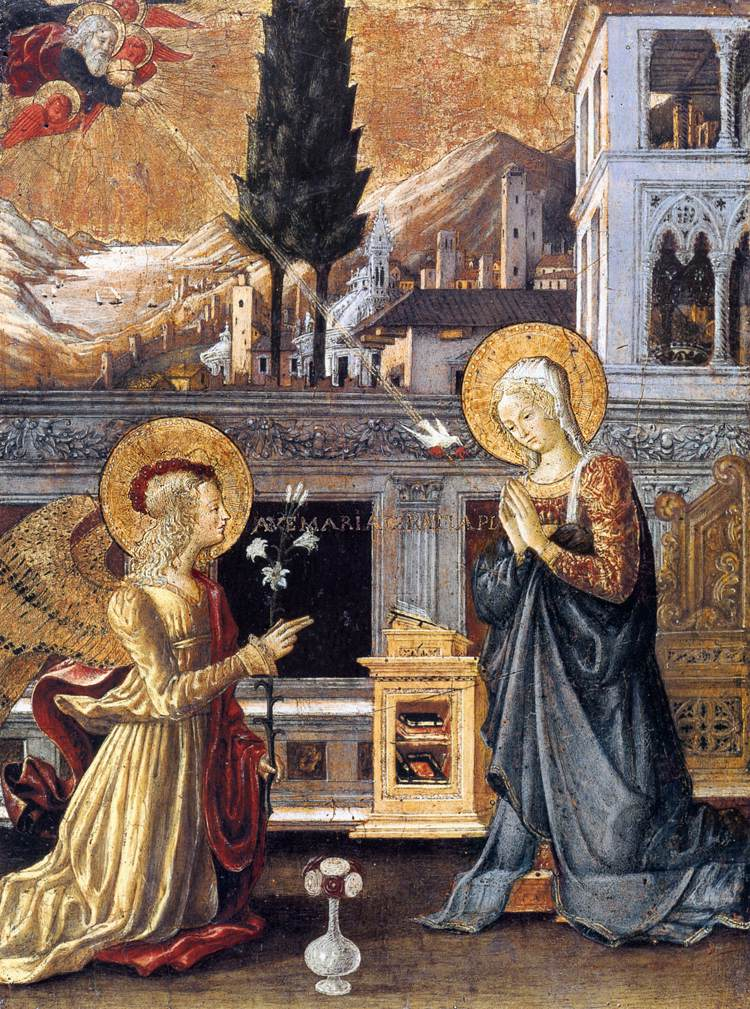
Благовещение. Ок. 1455. Музей Тиссена-Борнемисы, Мадрид
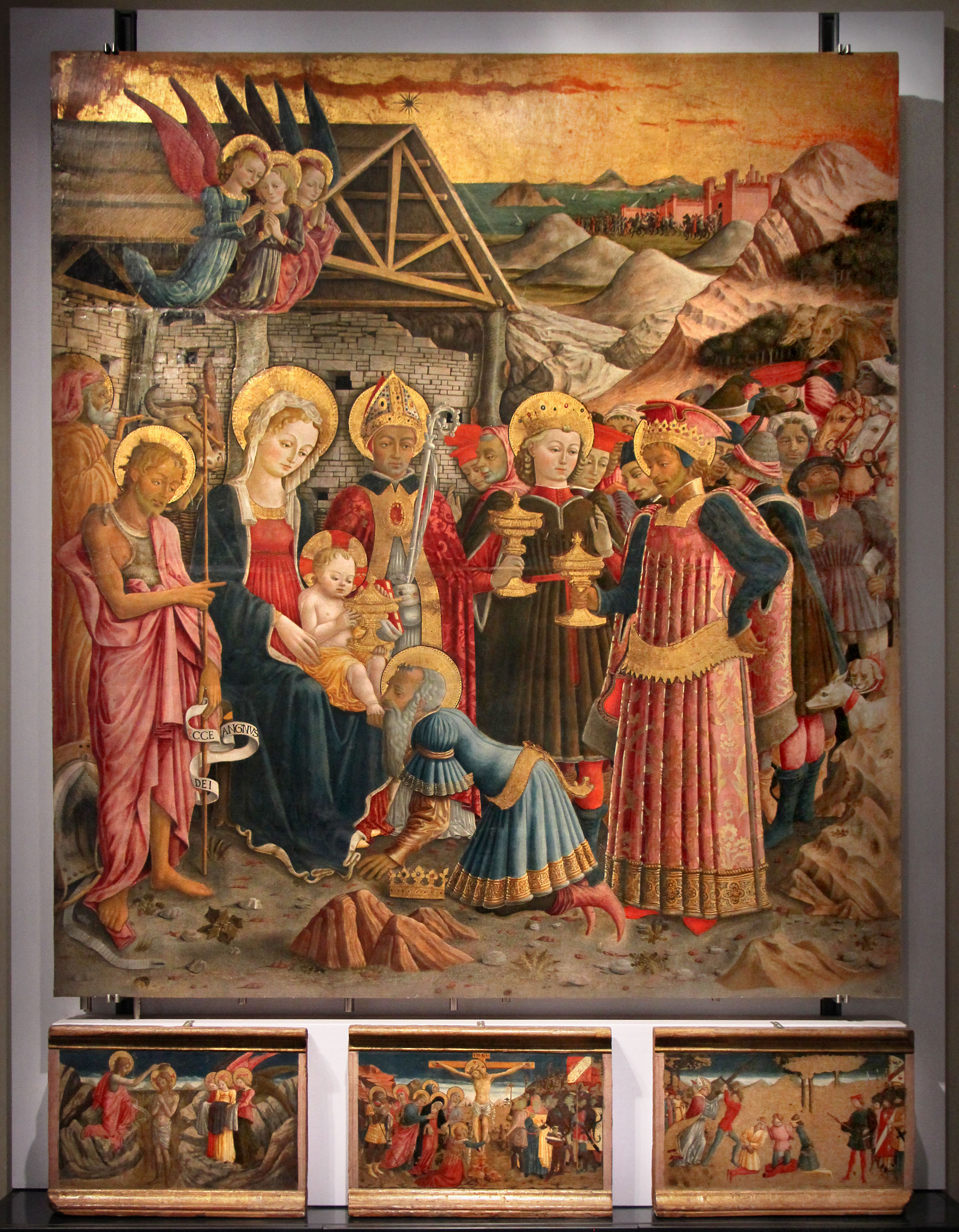
Поклонение волхвов. Алтарь. 1466. Национальная галерея Умбрии, Перуджа
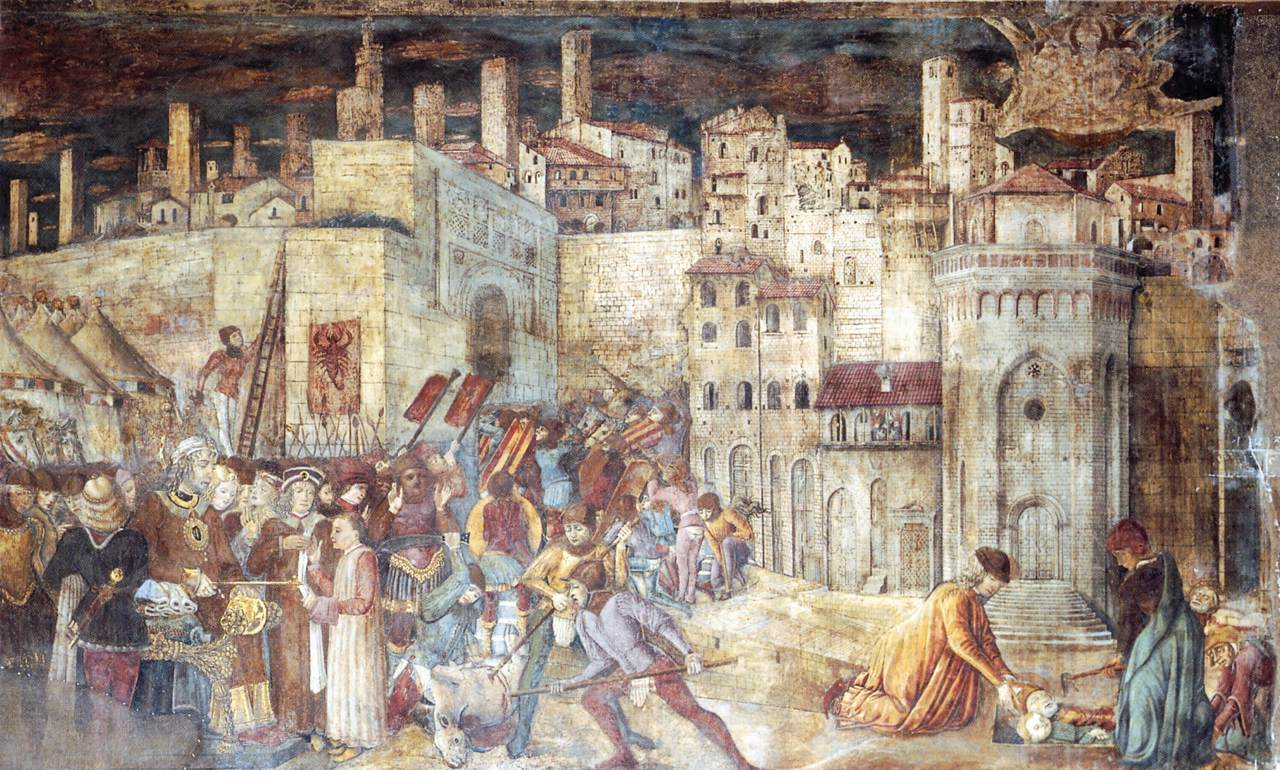
Похороны Святого Геркулануса Перуджийского за воротами города. Между 1461 и 1477. Фреска капеллы Палаццо-дей-Приори, Перуджа
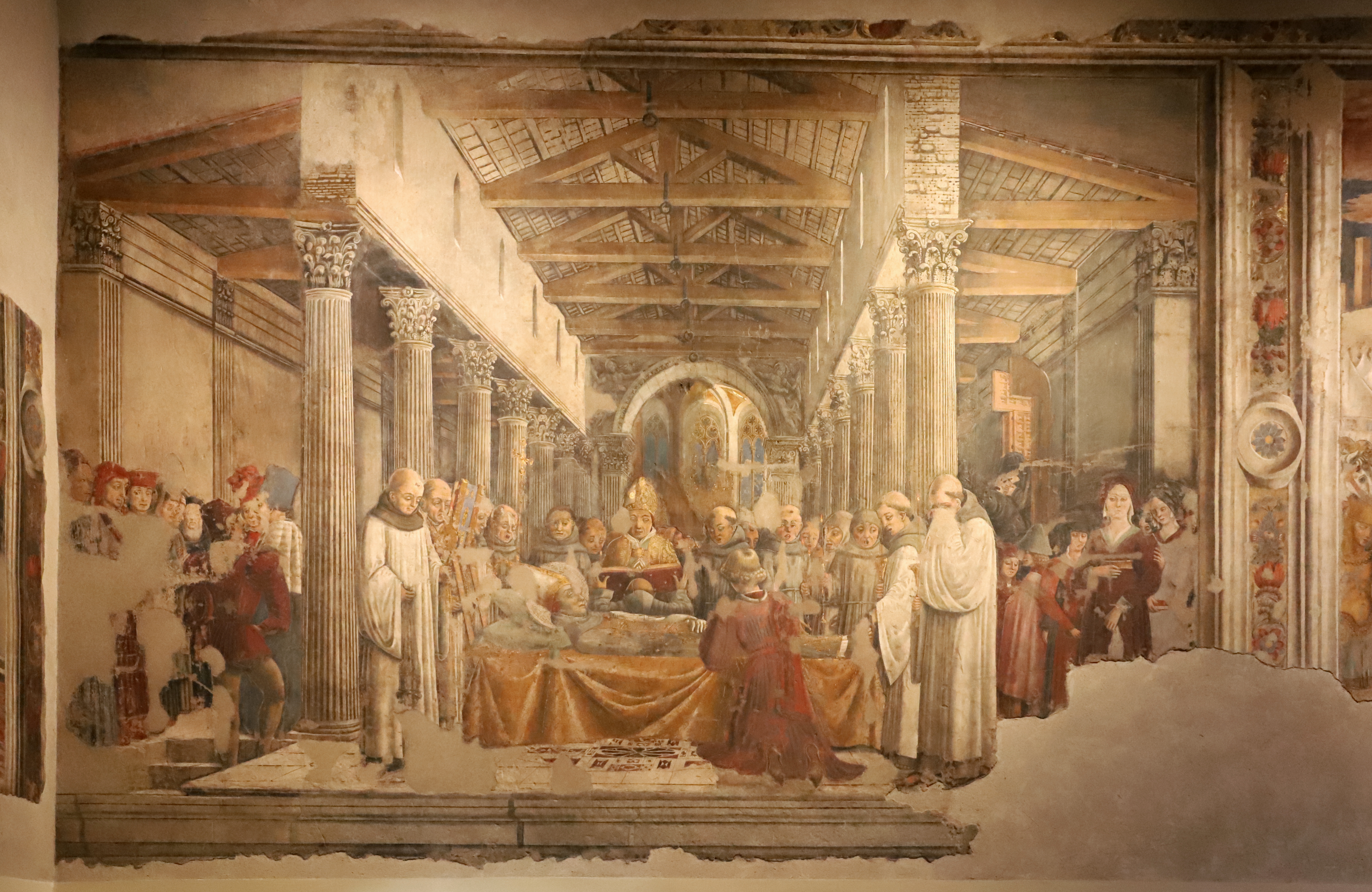
Похороны Людовика Тулузского. 1454-1480. Фреска. Национальная галерея Умбрии, Перуджа
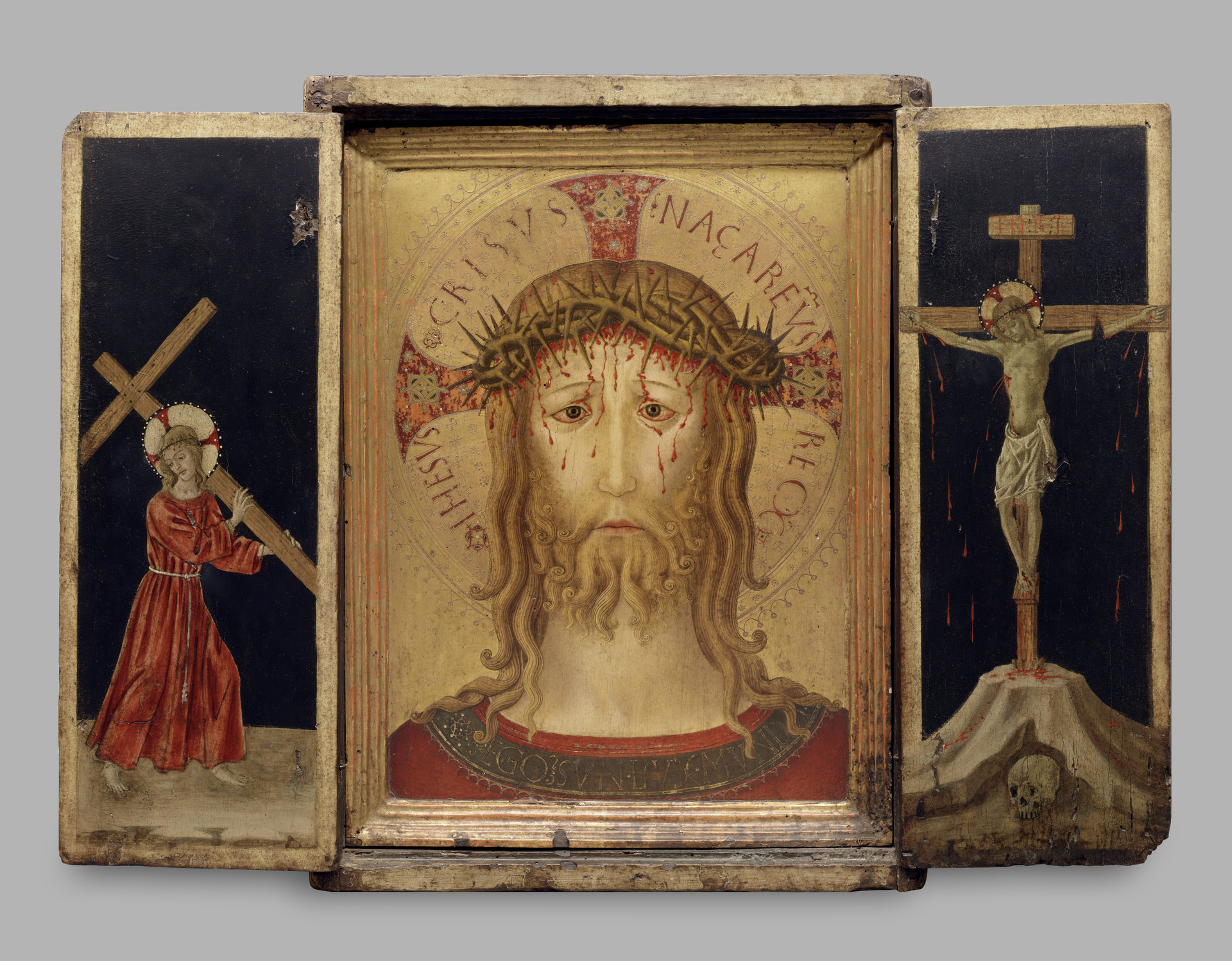
Христос Искупитель. Триптих. Между 1455 и 1460. Художественная галерея Йельского университета, Нью-Хейвен, США
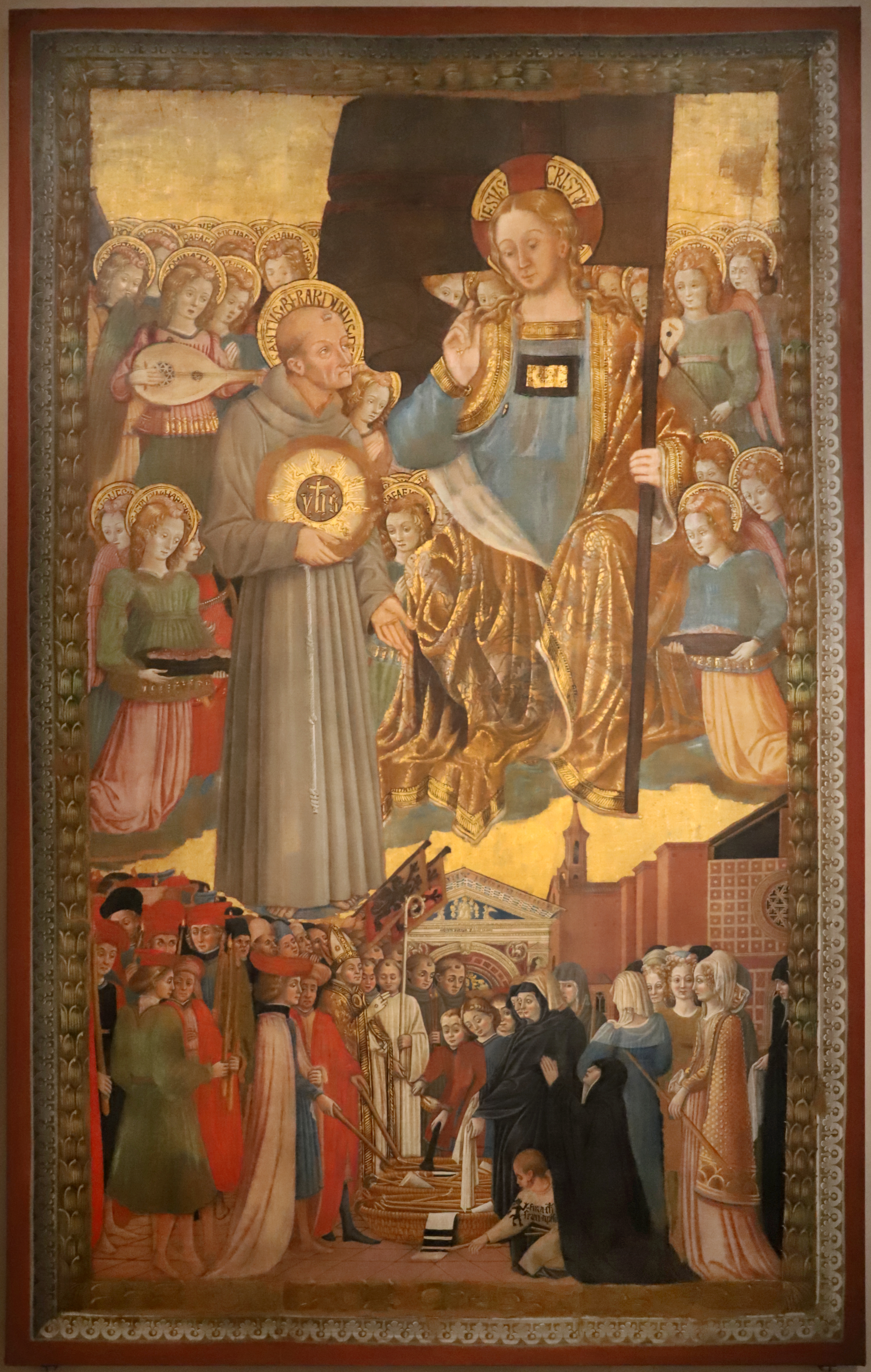
Знамя Святого Бернардина. 1465. Национальная галерея Умбрии, Перуджа
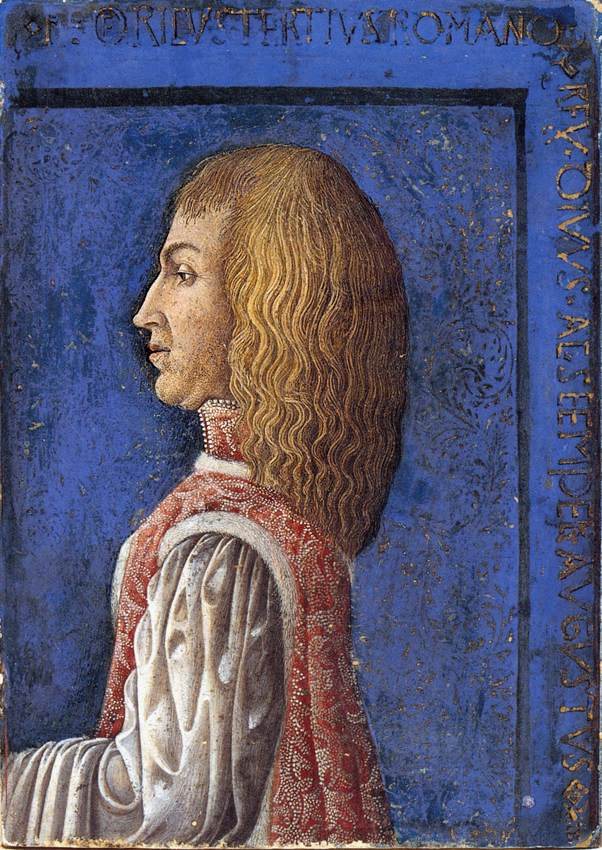
Фредерик III. 1451. Уффици, Флоренция
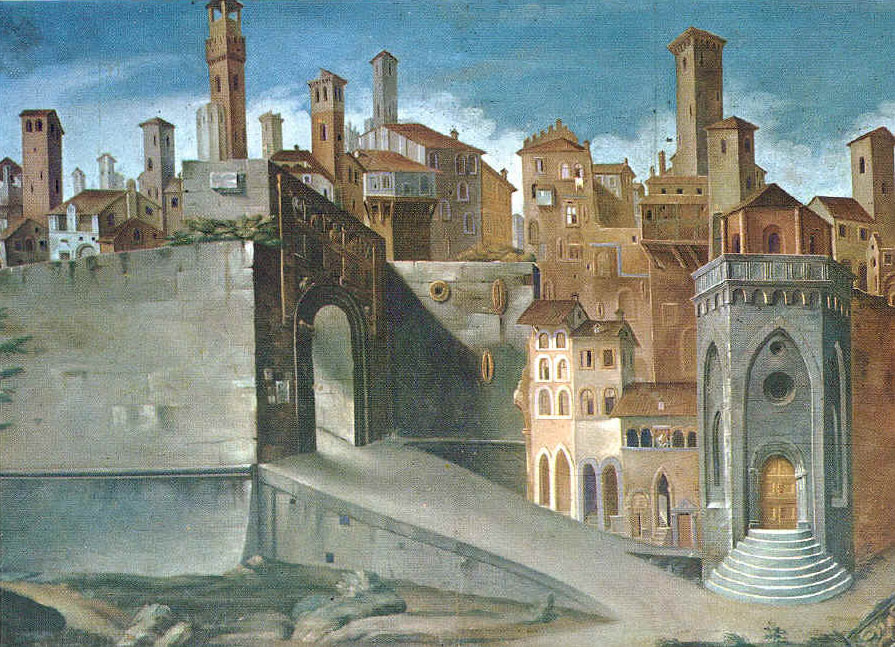
Вид Перуджи. 1454. Фреска «Истории Людовика Тулузского и Геркулануса Перуджийского». Деталь. Капелла Палаццо-дей-Приори, Перуджа